# 문규현 (신부)
문규현(文奎鉉, 1945년 2월 13일(음력 1월 1일) ~ )은 전라북도 익산시(당시 익산군) 황등면에서 태어난 대한민국의 가톨릭 신부이자 평화와 통일을 여는 사람들(평통사) 상임대표이다. 

## 이력
- 1976년 광주 대건신학대학을 졸업 후 천주교 전주교구 소속으로 사제 서품.
- 1976년 5월 천주교 전주교구 전동성당 보좌신부.
- 1976년 8월 천주교 전주교구 고산성당 주임신부.
- 1980년 천주교 전주교구 군산 팔마성당 주임신부.
- 1984년 천주교 전주교구 교육국장.
- 1987년 아일랜드 '정의와 믿음' 워크숍 연수.
- 1987년 미국 메리놀 신학대학원에서 '한반도 통일에 대한 신학적 고찰'이라는 논문 주제로 석사 과정 마침.
- 1989년 천주교 아시아주교회의 인간개발위원회 사무총장.
- 1989년 6월 6일 1차 방북. 천주교정의구현전국사제단 남북 동시 통일 염원 미사의 일환으로 평양 장충성당에서 미사 봉헌.
- 1989년 7월 25일 천주교정의구현전국사제단 대표로 평양 세계청년학생축전에 참가한 임수경 학생의 판문점 귀환에 동행하기 위해 재방북.
- 1989년 8월 15일 임수경 학생과 판문점을 통과 남한으로 귀환, 국가보안법 위반 혐의로 구속.
- 1990년 6월 징역 5년, 자격정지 5년 선고.
- 1992년 12월 24일 형집행정지로 가석방.
- 1993년 천주교 전주교구 김제 요촌 성당 주임신부.
- 1994년 ~ 2006년 평화와통일을여는사람들 상임대표.
- 1994년 ~ 2006년 전북평화와인권연대 공동 대표.
- 1995년 ~ 1999년 천주교정의구현전국사제단 공동 대표.
- 1998년 8월 천주교정의구현전국사제단 대표단과 함께 방북. 평양 통일대축전에서 발표한 인사말 문제로 귀환 후 국가보안법 위반 혐의로 2차 구속. 보석 가석방.
- 2001년 5월 24일 명동성당에서 조계사까지 수경스님과 함께 새만금 갯벌을 살리겠다는 목적으로 첫 삼보일배.
- 2002년 ~ 2005년 천주교정의구현전국사제단 대표.
- 2003년 3월 28일 ~ 6월 5일 65일간 전북 부안 해창갯벌에서 서울까지 새만금 갯벌을 살리기 위한 삼보일배.
- 2003년 7월 ~ 2004년 부안 핵폐기물 처분장(방폐장) 유치 반대 운동.
- 2004년 ~ 2006년 부안독립신문 대표이사 발행인.

## 일화
- 사제 직함 외에도 평화와 통일을 여는 사람들 상임대표, 전북 평화와 인권연대 상임대표, 부안독립신문 대표이사 등을 역임하며 사회운동가로서 활발하게 활동해왔다.
- 2005년 2월 평택시 팽성읍 대추리로 주소를 옮긴 뒤 미군기지 이전 반대운동을 했다.
- 문 신부의 친형은 문정현 신부이며, 여동생 문현옥 수녀도 있다.
- 2009년 10월 22일 서울 신월동 성당에서 용산참사 해결을 촉구하며 11일째 단식을 하던 중 의식을 잃고 쓰러져 여의도 성모병원에 입원했다.

## 같이 보기
- 천주교정의구현전국사제단
- 강희남
- 문정현
- 박창신
- 임수경

1. ↑  문규현 바오로 신부